# San Leucio komplexum
A San Leucio komplexum egy régi selyemgyár Caserta városának egyik negyedében, 3,5 km-re északnyugatra a város központjától.

## Története
A komplexumot 1750-ben vásárolta meg VII. Károly, akinek feltett szándéka volt a királyi udvar elköltöztetése a tengeri támadások esetén védtelen Nápolyból. Az eredeti elképzelés szerint a királyi család egy sor vidéki rezidenciát épített volna, amelyeket a kor divatjának megfelelően hatalmas parkokkal vettek volna körbe, amelyek nemcsak a királyi hatalom és gazdagság kifejezői lettek volna, hanem mezőgazdasági és kézművességi kísérleti központok egyben. Ezt a tervet hamarosan elvetették és a casertai királyi palota megépítése mellett döntöttek. San Leuciót, melynek központját a Belvedere palota képezte, még a casertai palota építése ötletének felmerülése előtt vásárolta meg a király. Az épület körüli park valamint magának a felvásárolt palotának az átalakításával Luigi Vanvitellit, a kor leghíresebb nápolyi építészét bízta meg. 
A Belvedere palota első említése 1636-ból származik, amikor nagyságában és pompájában királyi palotához hasonlítják. Az épület a 16. században épült a casertai grófok, az Acquavivák számára, valószínűleg egy korábbi épület helyén. 
San Leucio felújítását IV. Ferdinánd király karolta fel, aki apjának, VII. Károlynak Spanyolországba való visszatérése után felelevenítette a casertai királyi palota megépítése előtt felmerült ötletet, mely több vidéki királyi rezidencia megépítését tűzte ki céljául. A király 1773-ban rendelte el a terület megnagyobbítását és a már meglévő Belvedere palota felújítását. IV. Ferdinánd kedvenc vadászkastélya lett, miután a közeli casertai palota kertjei és erdőivel ellentétben, ez a terület jóval nagyobb vadállat állománnyal rendelkezett. A király jóval több időt töltött el San Leucióban, mint Casertában, ami politikai és államvezetési érdektelenségével magyarázható. 
A felújított palota mellett rövid időn belül felépült a Vaccheria is (királyi istálló) a királyi ménes és szarvasmarhacsorda számára. 1775-ben az istálló mellett egy kis selyem manufaktúrát létesítettek piemonti mesteremberek vezetésével. Ez volt az első lépés a san leuciói királyi manufaktúrák létrejöttében. Egy évvel később a Belvedere palota nagytermét átalakították templommá, a helyi lakosok számára. 1778-ban Ferdinánd felszámolta a Belvedere palota lakosztályait, helyükre telepítve az akkor már 134 lakost foglalkoztató selyemszövő manufaktúrákat, amelyeket a király a felvilágosult tanácsadói hatására létesített, a királyság gazdaságának fellendítése céljából. San Leucio 1780-ra a királyság egyik vezető gazdasági központja lett Nápoly és Portici mellett. 
IV. Ferdinánd kezdeményezésére 1783-1787 között ismét átépítették az egykori palotát ezúttal két fonodával bővítve. Ebben az időszakban a munkások számára két új lakónegyed is felépült a komplexum körül. A palota teljes átalakítása selyemgyárrá 1789-re fejeződött be. 
A komplexum fontosságát tanusítja IV. Ferdinánd 1789-es rendelete is, melyben a Nápolyi Királyságon belüli önálló entitásnak nyilvánítja San Leuciót, amelyet egy királyi megbízott felügyelt. Szintén ezen rendelet szabályozta a legyártott termékek mennyiségét és minőségét. A komplexum és környéke ezek után teljes elzártságban működött a király közvetlen felügyelete alatt. Ekkor Colonia Reale (királyi telep) név alatt volt ismert. Ferdinánd szabályozó rendeletei valamint a későbbiekben bevezetett egészségügyi és nyugdíjtámogatások San Leuciót a felvilágosodás korának egyik legkiemelkedőbb szociális intézményévé tették. 
A király, a selyemgyár körüli település kibővítését tervezte egy igazi várossá, melyet saját maga után Ferdinandopolinak nevezte volna. Az 1799-es nápolyi forradalom azonban megakadályozta tervének megvalósítását. 
A san leuciói komplexum bővítése és fejlesztése a Nápolyi Királyság francia megszállása idején (1806-1815) is töretlenül folytatódott. 
IV. Ferdinánd öröksége napjainkban is él a helyi selyem- és textilgyárak révén, melyek nemzetközi szinten dolgoznak olyan előkelő klienseknek, mint a londoni Buckingham-palota, washingtoni Fehér Ház, vagy a római Quirinale-palota és Palazzo Chigi. 
San Leucióban napjainkban egy Selyem Múzeum is működik, melyben eredeti szövőszékeket és gépeket állítottak ki, valamint bemutatja a selyem készítésének minden fázisát.
A San Leuciói komplexum 1997 óta a casertai királyi palotával és a Vanvitelli-vízvezetékkel közös az UNESCO világörökségének a részét képezi. A komplexum népszerűsítésére 1999 óta minden évben a nyári hónapokban megrendezik a Leuciói Fesztivált.

## Külső hivatkozások
- A San Leucio komplexum honlapja
- A leuciói fesztivál honlapja